# گلوکومانان
گلوکومانان (انگلیسی: Glucomannan) یک پلی‌ساکارید محلول در آب است که به‌عنوان فیبر خوراکی شناخته می‌شود. این ماده یکی از اجزای همی‌سلولز در دیواره سلولی برخی گونه‌های گیاهی است. گلوکومانان به‌عنوان افزودنی غذایی برای امولسیون‌سازی و تغلیظ به کار می‌رود. این ماده یکی از منابع اصلی الیگوساکارید مانان (MOS) در طبیعت است؛ منبع دیگر آن گالاکتومانان است که نامحلول می‌باشد.
محصولات حاوی گلوکومانان با نام‌های تجاری مختلف به‌عنوان مکمل‌های غذایی طبیعی به بازار عرضه می‌شوند و ادعا می‌شود که می‌توانند یبوست را تسکین داده و به کاهش سطح کلسترول کمک کنند. از سال ۲۰۱۰، این محصولات به‌طور قانونی در اروپا به‌عنوان کمک‌کننده به کاهش وزن در افراد دارای اضافه وزن که رژیم غذایی کم‌کالری دارند، به فروش می‌رسند؛ اما تا سال ۲۰۲۰، شواهد معتبر و کافی‌ای مبنی بر تأثیر گلوکومانان در کاهش وزن به‌دست نیامده است. بر اساس یک فراتحلیل، گلوکومانان ممکن است کلسترول LDL را تا حدود ۱۰ درصد کاهش دهد.
مکمل‌های حاوی گلوکومانان در صورت مصرف بدون آب کافی، خطر خفگی و انسداد روده را به همراه دارند. دیگر عوارض جانبی ممکن شامل اسهال، آروغ زدن و نفخ هستند؛ در یک مطالعه، افرادی که گلوکومانان مصرف می‌کردند، سطح تری‌گلیسرید بالاتری داشتند.
گلوکومانان‌ها همچنین برای تقویت خوراک دام‌های پرورشی مورد استفاده قرار می‌گیرند تا باعث افزایش سریع‌تر وزن آن‌ها شوند.